# Project Almanac
Project Almanac is een Amerikaanse sciencefictionfilm uit 2015 onder regie van Dean Israelite.

## Verhaal
Een groep vrienden ontdekt een videofilmpje waarop een van hen in de spiegel te zien is op zijn eigen verjaardagsfeestje als kind. Ze vinden op een geheime bergplaats blueprints van een tijdmachine. De vrienden besluiten de machine te bouwen en naar het verleden te reizen om hun vroegere fouten ongedaan te maken. Via het tijdreizen vergaren ze ook veel geld, maar dan begint het fout te lopen omdat hun ingrijpen in het verleden ook consequenties heeft voor de toekomst. Niet alleen hun eigen leven maar ook het leven van anderen komt in gevaar.

## Rolverdeling

### Hoofdpersonages
| Acteur             | Personage       |
| ------------------ | --------------- |
| Jonny Weston       | David Raskin    |
| Sofia Black-D'Elia | Jessie Pierce   |
| Sam Lerner         | Quinn Goldberg  |
| Allen Evangelista  | Adam Le         |
| Virginia Gardner   | Chistina Raskin |

### Nevenpersonages
| Acteur             | Personage           |
| ------------------ | ------------------- |
| Amy Landecker      | Kathy Raskin        |
| Gary Weeks         | Ben Raskin          |
| Macsen Lintz       | David Raskin (kind) |
| Gary Grubbs        | Dr. Lou             |
| Michelle DeFraites | Sarah Nathan        |

## Productie
De film is gefilmd volgens het found footage-genre, opgenomen met een handcamera. De opnames gingen van start in juni 2013 in Atlanta, Georgia. De première voor de film (voorheen onder andere titels Almanac, Welcome to Yesterday en Cinema One) was eerst voorzien voor februari 2014 maar uiteindelijk werd het januari 2015 met de huidige titel.